# Full Gear (2023)
Full Gear (2023) est un Pay-per-view de catch (lutte professionnelle) produit par la promotion américaine All Elite Wrestling. L'événement a eu lieu le 18 novembre 2023 au Kia Forum à Inglewood (Californie). Il s'agit de la cinquième édition de Full Gear.

## Contexte
Les spectacles de la All Elite Wrestling (AEW) sont constitués de matchs aux résultats prédéterminés par les scénaristes de la AEW. Ces rencontres sont justifiées par des storylines – une rivalité entre catcheurs, la plupart du temps – ou par des qualifications survenues dans les shows de la AEW. Tous les catcheurs possèdent un gimmick, c'est-à-dire qu'ils incarnent un personnage gentil (Face) ou méchant (Heel), qui évolue au fil des rencontres. Un événement comme Full Gear est donc un événement tournant pour les différentes storylines en cours.

## Tableau des matchs
| Ordre par numéros | Résultat | Stipulation(s) | Temps |
| --- | --- | --- | ----- |
| 1P | Eddie Kingston (c) bat Jay Lethal | Match simple pour le ROH World Championship | 10:55 |
| 2P | Claudio Castagnoli bat Buddy Matthews par soumission | Match simple | 10:30 |
| 3P | MJF (c) et Samoa Joe battent The Gunns (Austin et Colten Gunn) par soumission                                                                                                   | Tag Team match pour les ROH World Tag Team Championship | 9:25  |
| 4 | Sting, Darby Allin et Adam Copeland (avec Ric Flair) battent The Patriarchy (Christian Cage, Luchasaurus et Nick Wayne)                                                         | Trios match | 15:10 |
| 5 | Orange Cassidy (c) (avec Hook) bat Jon Moxley (avec Wheeler Yuta) | Match simple pour le AEW International Championship | 12:05 |
| 6 | "Timeless" Toni Storm (avec Luther) bat Hikaru Shida (c) | Match simple pour le AEW Women's World Championship | 10:25 |
| 7 | Ricky Starks et Big Bill (c) battent FTR (Cash Wheeler et Dax Harwood), La Facción Ingobernable (Rush et Dralistico) et Kings of the Black Throne (Malakai Black et Brody King) | 4-Way Tag Team Ladder match pour les AEW World Tag Team Championship | 20:35 |
| 8 | Julia Hart bat Kris Statlander (c) et Skye Blue | 3-Way match pour le AEW TBS Championship | 11:20 |
| 9 | Swerve Strickland (avec Prince Nana) bat "Hangman" Adam Page | Texas Death match | 29:55 |
| 10 | The Golden Jets (Chris Jericho et Kenny Omega) battent The Young Bucks (Matt et Nick Jackson)                                                                                   | Tag Team match Si les Golden Jets gagnent, ils récupèrent l'opportunité des Young Bucks de remporter les AEW World Tag Team Championship. Si les Young Bucks gagnent, les Golden Jets devront se séparer. | 20:45 |
| 11 | MJF (c) (avec Adam Cole) bat Jay White (avec Austin et Colten Gunn) | Match simple pour le AEW World Championship | 29:45 |
| La lettre C placée entre parenthèses désigne la personne ou l’équipe championne en titre. P – indique que le match a eu lieu lors du pré-show | | |       |